# Интерпайп
«Интерпайп» — украинская промышленная компания, специализирующаяся на производстве труб и колёс для железнодорожного транспорта. Основная производственная деятельность ведётся на Украине, штаб-квартира расположена в городе Днепр. Интерпайп входит в ТОП-10 компаний на мировом рынке производителей бесшовных труб, и в ТОП-5 в сегменте железнодорожной продукции. Компания поставляет продукцию (на 2020 год) в 80 стран мира.

## История
В 1990 году В. Пинчук основал малое внедренческое предприятие «Интерпайп» для внедрения инновационных разработок в сфере технологии производства труб на металлургических предприятиях СССР. Оно занялось поставками труб для нефтяной промышленности в обмен на нефтепродукты.
В 1997 году была создана научно-инвестиционная группа «Интерпайп», которая стала дилером российской газовой компании «Итера» и в составе специально созданной корпорации «Содружество» занималась импортом на Украину туркменского и российского газа.
К 2004 году «Интерпайп» стала одной из крупнейших индустриальных групп на постсоветском пространстве. Ей принадлежали пять трубных заводов, крупнейший в СНГ Никопольский завод ферросплавов, доли в трех крупных горнообогатительных комбинатах.
В 2007 году для сопровождения новых инвестиций и существующего портфеля активов была создана EastOne Group, было начато строительство электросталеплавильного комплекса «Интерпайп Сталь».
В 2008 году «Интерпайп» приобрела «Днепропетровский Втормет», один из крупнейших ломоперерабатывающих заводов на Украине, чтобы обеспечивать производство на «Интерпайп Стали» металлоломом.
В 2012 году инновационный электросталеплавильный комплекс «Интерпайп Сталь» был запущен. Он получил название «Днепросталь».
В 2013 году «Интерпайп» (бренд KLW) стал соорганизатором 17-го Международного конгресса по колёсным парам в Киеве
В 2014 году «Интерпайп НТЗ» начал производство колёсных осей, а уже в 2016 году Интерпайп НТЗ приступил к производству и сборке колёсных пар.
В 2017 году компания разработала и начала поставки второго собственного премиального соединения UPJ-M, сертифицированного по стандарту ISO 13679 (уровень CAL IV)
В 2020 году «Интерпайп» успешно разработал и начал поставки гладкого премиального соединения UPJ-F.
В 2019 году США возобновили действие 7,47 % антидемпинговой пошлины против бесшовных труб производства «Интерпайп», в то время как действие Соглашения об установлении минимальных цен не было продлено. На данный момент на рынке США украинская трубная продукция облагается суммарной пошлиной в размере 32,5 %.
До августа 2019 года на колёса действовали российские антидемпинговые пошлины (34,22 % от стоимости), но из-да дефицита колёс действие пошлины было отменено; её снова ввели в начале июня 2020 г. В начале февраля 2021 года РФ ввела эмбарго на ввоз из Украины на территорию страны комплектующих железнодорожных вагонов, среди которых стальные колёса диаметром 710 мм и более, заготовки для них, ж/д оси и колёсные пары данного размерного ряда.
Кроме того, на украинские трубы с 2019 года действует эмбарго на рынке России. Под запрет попали бесшовные трубы, в том числе для нефтегазовой промышленности.
В 2020 году на предприятиях компании произведено 464 тыс. тонн стальных труб и 191 тыс. тонн колёсной продукции. Продажи трубной продукции упали на 21 % в сравнении с 2019 годом и составили 469,9 тыс. т в результате падения спроса на трубы для добычи нефти и газа. Основной фактор — снижение цен на нефть в 1 полугодии 2020 года.
В 2020 году Интерпайп заявил об объёме выбросов СО2 в 200 кг на тонну стали, что является одним из лучших показателей в мире.

## Продукция
Производственные мощности компании размещены на следующих предприятиях в Днепропетровской области Украины:
- Интерпайп НМТЗ (Новомосковск) — производство сварных труб, полиэтиленовое покрытие для стальных труб
- Интерпайп Нико Тьюб (Никополь и Днепр) — производство бесшовных труб
- Интерпайп Нижнеднепровский трубопрокатный завод (Днепр) — производство, железнодорожных колёс и колёсных пар
- Интерпайп Сталь (Днепр) — производство круглой непрерывнолитой стальной заготовки
- Интерпайп Втормет (Днепр) — заготовка металлолома

Интерпайп производит стальные трубы для машиностроительной, строительной и нефтегазовой отраслей, премиальные резьбовые соединения для глубокого бурения, а также железнодорожные колёса для грузового, пассажирского транспорта и локомотивов.
Трубное и колёсное производство компании обеспечено стальной заготовкой собственного производства. Для этого в 2012 г. запущен электросталеплавильный комплекс Интерпайп Сталь, который стал первым металлургическим заводом, построенным с нуля за все годы независимости Украины. Завод использует технологии «зелёный» электродуговой метод производства. Мощность нового завода — 1,32 млн тонн круглой стальной заготовки в год.
Основной продукцией компании являются:
- круглая стальная заготовка (марки для производства стальных труб, железнодорожных колёс, фиттингов, фланцев)
- трубная продукция: нарезные трубы (обсадные, насосно-компрессорные), линейные трубы (для водо-, нефте- и газопроводов), профильные трубы и трубы для машиностроения, трубы общего назначения, муфты и муфтовые заготовки, премиальные соединения.
- колёсная продукция — цельнокатаные железнодорожные колёса под брендом KLW.

### Объёмы производства
| Показатель                 | ед.изм. | 2016 г | 2017 г | 2018 г | 2019 г | 2020 г |
| Производство стали         | тыс. т  | 617    | 850    | 973    | 855    | 759    |
| Производство ж/д продукции | тыс. т  | 112    | 175    | 187    | 208    | 191    |
| Производство труб          | тыс. т  | 445    | 587    | 677    | 587    | 464    |